# Chimaera jordani
Chimaera jordani är en broskfiskart som beskrevs av S. Tanaka (I) 1905. Chimaera jordani ingår i släktet Chimaera och familjen havsmusfiskar. Inga underarter finns listade i Catalogue of Life.
Denna fisk förekommer i havet kring Japan öster om ön Honshu. Den vistas i områden som ligger 710 till 780 meter under havsytan. Med svans blir arten upp till 90 cm lång. Honor lägger ägg.
Några exemplar hamnar troligtvis som bifångst i fiskenät. I regionen pågår till exempel fiske på mindre beryx (Beryx splendens). Populationens storlek är okänd. IUCN kategoriserar arten globalt som otillräckligt studerad.